# 浪打八幡宮
浪打八幡宮（なみうちはちまんぐう）は、香川県三豊市にある神社。旧社格は郷社である。

## 祭神
- 八幡神

## 歴史
創建は604年、推古天皇治世下に高村親王（一説には敏達天皇皇子の竹田皇子とも云われる）が讃岐詫間の地を訪れた際、八幡神が親王の夢枕に立ち、その託宣を受けて詫間の地に創建したと伝えられる。
爾来、讃岐詫間の守護神として千年以上の歴史を誇り、その間、讃岐生駒氏からの寄進を受けるなど周辺地域の崇敬を集めた。
1875年（明治8年）、近代社格制度の制定により郷社に列せられる。
2004年（平成16年）、創建鎮座1400年を迎えた。

## 境内社
- 宗光神社
- 高津神社
- 恵比寿神社
- 忠魂社
- 宗良親王社
  - 祭神：宗良親王（後醍醐天皇皇子）

## 現地情報
所在地
- 香川県三豊市詫間町詫間1376

交通アクセス
- 四国旅客鉄道・予讃線詫間駅下車。
  - コミュニティバス 「詫間線」「詫間三野線」「高瀬仁尾線」 - 『詫間庁舎』下車、徒歩約3分。